# Іран на літніх Олімпійських іграх 1948
Іран на літніх Олімпійських іграх 1948 року, які проходили в Лондоні, був представлений 36 спортсменами (усі чоловіки) у 5 видах спорту: баскетбол, бокс, стрільба, важка атлетика та боротьба. 
Іран вперше взяв участь у літніх Олімпійських іграх. Виступ іранського учасника на Олімпіаді-1900 МОК до уваги не бере. Іранські спортсмени здобули одну бронзову медаль з важкої атлетики.

## Учасники
За видом спорту та статтю
| Вид спорту     | Чоловіки | Жінки | Разом |
| -------------- | -------- | ----- | ----- |
| Баскетбол      | 13       | 0     | 13    |
| Бокс           | 8        | 0     | 8     |
| Стрільба       | 3        | 0     | 3     |
| Важка атлетика | 5        | 0     | 5     |
| Боротьба       | 7        | 0     | 7     |
| Total          | 36       | 0     | 36    |

## Медалісти
| Медаль | Спортсмен      | Вид спорту     | Дисципліна         |
| ------ | -------------- | -------------- | ------------------ |
| Бронза | Джафар Салмасі | Важка атлетика | до 60 кг, чоловіки |

## Баскетбол
Чоловіки
| Склад команди | Груповий турнір  | Груповий турнір | Чвертьфінал               | Півфінал                       | Фінал                 | Місце |
| Склад команди | Група D          | Місце           | Чвертьфінал               | Півфінал                       | Фінал                 | Місце |
| --- | ---------------- | --------------- | ------------------------- | ------------------------------ | --------------------- | ----- |
| Казем Аштарі Гусейн Джаббарзадеган Гушанг Рафатджан Аболфазл Солбі Асгар Егсасі Госсейн Карандіш Ферейдун Садегхі Гуссейн Сороуді Ферейдун Есфандіар Фарганг Могтаді Зіаеддін Шадман Гуссейн Судіпур Гуссейн Гашемі Тренер: Казем Рагбарі | Франція L 30–62  | 4               | 9–16 місце Канада L 25–81 | 13–16 місце Угорщина W 2–0, WO | 13 місце Куба L 36–70 | 14    |
| Казем Аштарі Гусейн Джаббарзадеган Гушанг Рафатджан Аболфазл Солбі Асгар Егсасі Госсейн Карандіш Ферейдун Садегхі Гуссейн Сороуді Ферейдун Есфандіар Фарганг Могтаді Зіаеддін Шадман Гуссейн Судіпур Гуссейн Гашемі Тренер: Казем Рагбарі | Ірландія W 49–22 | 4               | 9–16 місце Канада L 25–81 | 13–16 місце Угорщина W 2–0, WO | 13 місце Куба L 36–70 | 14    |
| Казем Аштарі Гусейн Джаббарзадеган Гушанг Рафатджан Аболфазл Солбі Асгар Егсасі Госсейн Карандіш Ферейдун Садегхі Гуссейн Сороуді Ферейдун Есфандіар Фарганг Могтаді Зіаеддін Шадман Гуссейн Судіпур Гуссейн Гашемі Тренер: Казем Рагбарі | Мексика L 27–68  | 4               | 9–16 місце Канада L 25–81 | 13–16 місце Угорщина W 2–0, WO | 13 місце Куба L 36–70 | 14    |
| Казем Аштарі Гусейн Джаббарзадеган Гушанг Рафатджан Аболфазл Солбі Асгар Егсасі Госсейн Карандіш Ферейдун Садегхі Гуссейн Сороуді Ферейдун Есфандіар Фарганг Могтаді Зіаеддін Шадман Гуссейн Судіпур Гуссейн Гашемі Тренер: Казем Рагбарі | Куба L 30–63     | 4               | 9–16 місце Канада L 25–81 | 13–16 місце Угорщина W 2–0, WO | 13 місце Куба L 36–70 | 14    |

## Бокс
Чоловіки
| Спортсмен             | Категорія   | 1 раунд                      | 2 раунд                   | Чвертьфінал | Півфінал   | Фінал      | Місце |
| --------------------- | ----------- | ---------------------------- | ------------------------- | ----------- | ---------- | ---------- | ----- |
| Гасем Разаелі         | до 51 кг    | Аппі Корман (NED) L          | не пройшов                | не пройшов  | не пройшов | не пройшов | 17    |
| Еммануель Агассі      | до 54 кг    | Альваро Вісенте (ESP) L      | не пройшов                | не пройшов  | не пройшов | не пройшов | 17    |
| Джамшід Фані          | до 58 кг    | Арман Савоє (CAN) L          | не пройшов                | не пройшов  | не пройшов | не пройшов | 17    |
| Масуд Рагіміга        | до 62 кг    | Мануель Лопес (ARG) L        | не пройшов                | не пройшов  | не пройшов | не пройшов | 17    |
| Георг Іссабег         | до 67 кг    | Алессандро Д'Оттавіо (ITA) L | не пройшов                | не пройшов  | не пройшов | не пройшов | 17    |
| Гуссейн Тусі          | до 73 кг    | Торе Карлсон (SWE) W         | Мік МакКеон (IRL) L       | не пройшов  | не пройшов | не пройшов | 9     |
| Ескандар Шора         | до 80 кг    | Bye                          | Джіакомо ді Сегні (ITA) L | не пройшов  | не пройшов | не пройшов | 9     |
| Могаммад Джамшідабаді | понад 80 кг | Bye                          | Ґуннар Нільссон (SWE) L   | не пройшов  | не пройшов | не пройшов | 9     |

## Боротьба
Вільна боротьба
| Спортсмен           | Дисципліна  | Раунд 1                      | Раунд 2                    | Раунд 3                               | Раунд 4                   | Раунд 5    | Раунд 6    | Раунд 7/8  | Місце |
| ------------------- | ----------- | ---------------------------- | -------------------------- | ------------------------------------- | ------------------------- | ---------- | ---------- | ---------- | ----- |
| Мансур Раейсі       | до 52 кг    | Біллі Джерніган (USA) L 0–3  | Берт Гарріс (AUS) W туше   | Хашаба Дабасагеб Джадгав (IND) W туше | Галіт Баламір (TUR) L 0–3 | не пройшов |            |            | 4     |
| Гассан Саадіан      | до 62 кг    | Газанфер Більге (TUR) L туше | Гол Мур (USA) W 2–1        | Ференц Тот (HUN) L 0–3                | не пройшов                | не пройшов | не пройшов | не пройшов | 11    |
| Алі Гаффарі         | до 67 кг    | Тоні Рієс (RSA) L 0–3        | Кім Сук-Йон (KOR) W туше   | Білл Коль (USA) L туше                | не пройшов                | не пройшов | не пройшов |            | 11    |
| Аббас Занді         | до 73 кг    | Едуардо Естрада (MEX) W туше | Яшар Догу (TUR) L туше     | Жан-Баптист Леклерк (FRA) L 0–3       | не пройшов                | не пройшов | не пройшов | не пройшов | 7     |
| Аббас Гарірі Hariri | до 79 кг    | Глен Бранд (USA) L 1–2       | пропустив                  | не пройшов                            | не пройшов                | не пройшов |            |            | 16    |
| Мансур Міргавамі    | до 87 кг    | Пат Мортон (RSA) L 0–3       | Джозеф Тараньї (HUN) L 0–3 | не пройшов                            | не пройшов                | не пройшов | не пройшов | не пройшов | 12    |
| Аболгасем Сахдарі   | понад 87 кг | Bye                          | Дік Гаттон (USA) L 1–2     | Бертіл Антонссон (SWE) L туше         | не пройшов                | не пройшов |            |            | 5     |

## Важка атлетика
Чоловіки
| Спортсмен        | Дисципліна | Вивага   | Ривок | Поштовх  | Разом | Місце |
| ---------------- | ---------- | -------- | ----- | -------- | ----- | ----- |
| Махмуд Намджу    | до 56 кг   | 82.5     | 82.5  | 122.5 OR | 287.5 | 5     |
| Джафар Салмасі   | до 60 кг   | 100.0 OR | 97.5  | 115.0    | 312.5 | 3     |
| Асадоллах Магіні | до 67,5 кг | 85.0     | 92.5  | 117.5    | 295.0 | 19    |
| Нассер Міргавамі | до 75 кг   | 102.5    | 95.0  | 130.0    | 327.5 | 13    |
| Расул Раейсі     | до 82,5 кг | 110.0    | 110.0 | 135.0    | 355.0 | 8     |

## Стрільба
| Спортсмен           | Дисципліна                           | Результат | Місце |
| ------------------- | ------------------------------------ | --------- | ----- |
| Фарганг Хосро Панах | малокаліберна гвинтівка лежачи, 50 м | 545       | 69    |
| Фарганг Хосро Панах | гвинтівка з трьох позицій, 300 м     | 472       | 36    |
| Молла Зал           | малокаліберна гвинтівка лежачи, 50 м | 511       | 71    |
| Молла Зал           | гвинтівка з трьох позицій, 300 м     | 660       | 34    |
| Магмуд Сахає        | малокаліберна гвинтівка лежачи, 50 м | 552       | 67    |
| Магмуд Сахає        | гвинтівка з трьох позицій, 300 м     | 587       | 35    |